# Meiacanthus luteus
Meiacanthus luteus là một loài cá biển thuộc chi Meiacanthus trong họ Cá mào gà. Loài này được mô tả lần đầu tiên vào năm 1987.

## Từ nguyên
Tính từ định danh luteus trong tiếng Latinh có nghĩa là “màu vàng nghệ”, hàm ý đề cập đến sọc màu vàng tươi ở thân trên của loài cá này.

## Phân bố và môi trường sống
M. luteus là loài đặc hữu của Úc, ghi nhận từ Tây Úc vòng qua bờ bắc đến bang Queensland, được tìm thấy trên các rạn san hô và nền đáy cát hoặc đá vụn ở độ sâu đến ít nhất là 40 m.

## Mô tả
Chiều dài tổng lớn nhất được ghi nhận ở M. luteus là 10 cm. Loài này có một sọc vàng tươi dọc chiều dài cơ thể ở thân trên, nằm giữa hai sọc nâu đen, một sọc dọc theo lưng (không kéo dài đến hết gốc vây lưng) và sọc kia giữa thân (từ mõm băng qua mắt đến cuống đuôi). Dải vàng dọc rìa vây lưng, vây hậu môn và hai thùy vây đuôi. Cá đực có vây bụng và thùy đuôi thon dài.
Số gai vây lưng: 4; Số tia vây lưng: 26–27; Số gai vây hậu môn: 2; Số tia vây hậu môn: 15–18; Số tia vây ngực: 15–16.

## Sinh thái
Trứng của M. luteus có chất kết dính, được gắn vào chất nền thông qua một tấm đế dính dạng sợi. Cá bột là dạng phiêu sinh vật, thường được tìm thấy ở vùng nước nông ven bờ.